# العصر الكلاسيكي بالمغرب
يرجع تاريخ المغرب إلى العصور السحيقة وتعاقبت عليه حضارات الآشوليون والموستيرية، العاتيرية، الإيبروموريزية، الموريتانية الطنجية، البيزنطية حتى الفتح الإسلامي بالقرن الأول هجري زمن الخلافة الأموية حيث ضم المغرب وشمال أفريقيا إلى الخلافة الأموية في دمشق وبعد سقوط الأمويين أستقل بالمغرب الأدارسة وتنازعوا النفوذ في شماله مع خلفاء بني أمية في الأندلس.

## نشاط الفينيقين والقرطاجين الإقتصادي في المغرب

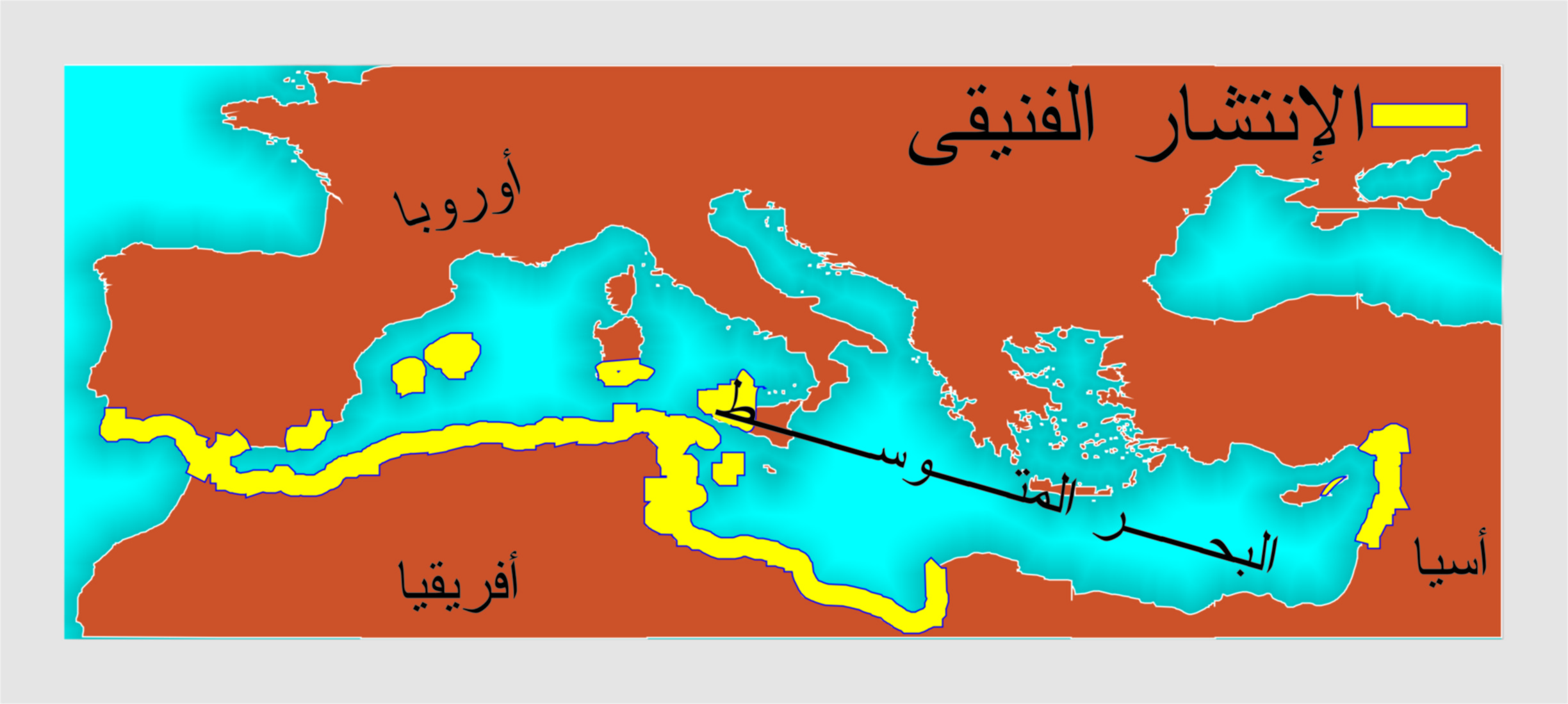

يرجع أصل الفينيقين إلى الشعوب السامية التي هاجرت إلى فينيقيا و هي لبنان الحالية التي تقع شرق البحر الأبيض المتوسط. أما قرطاجة فتقع على الساحل الأوسط لأفريقيا الشمالية تونس حاليا. ويقع المغرب القديم في أقصى غرب شمال أفريقيا، وله موقع يطل على وجهتين بحريتين مما ساعد على ممارسة التجارة البحرية.
منذ 1100 قبل الميلاد اجتاز البحارة الفينيقيون أعمدة هرقل(مضيق جبل طارق)، وأسسوا على ضفاف النهر الكبير مدينة قادس...وكانوا يحملون البضائع التي أتت بها القوافل من أفريقيا والشرق كالعطور والأحجار الكريمة والعاج وكذا بعض البضائع مثل الأرجوان والمعادن والمواد الزجاجية المختلف، ومن قبرص ينقلون النحاس ومن إسبانيا الفضة.
وقد مر المغرب القديم بعدة مراحل وهي كالآتي:
قبل 1280ق.م عاش الأمازيغ سكان المغرب القديم على شكل قبائل، ثم وصل الفينيقيون إلى المغرب للأجل التجارة فهذه الفنرة، تأسست قرطاجة سنة 814ق.م على يد تجار فنيقيين، وفي سنة 40 قبل الميلاد احتل الرومان المغرب القديم.

## حانون ورحلته على سواحل المغرب
أسست قرطاجة من طرف مجموعة من تجار مدينة صور سنة 814ق.م بزعامة ديدون، وسرعان ما أصبحت مركزاً تجاريا مهما يربط الشرق بالغرب، وقد انطلق حانون منها في رحلة بحرية طويلة ومر بسواحل المغرب المتوسطية ثم سواحل الأطلنتية حيث أسس عدة مراكز منها تيماتيريون وصوليس وجيطة وغيرها، كانت المبدلات التجارية بين القرطاجين و الأمازيغ تتم بواسطة المقايضة قبل استعمال النقود البرونزية في النصف الثاني من القرن 4ق.م، وكانت قرطاجة تشتري المواد الأولية وتبيع المواد المصنعة.

## تكون الممالك الأمازيغية في شمال أفريقيا

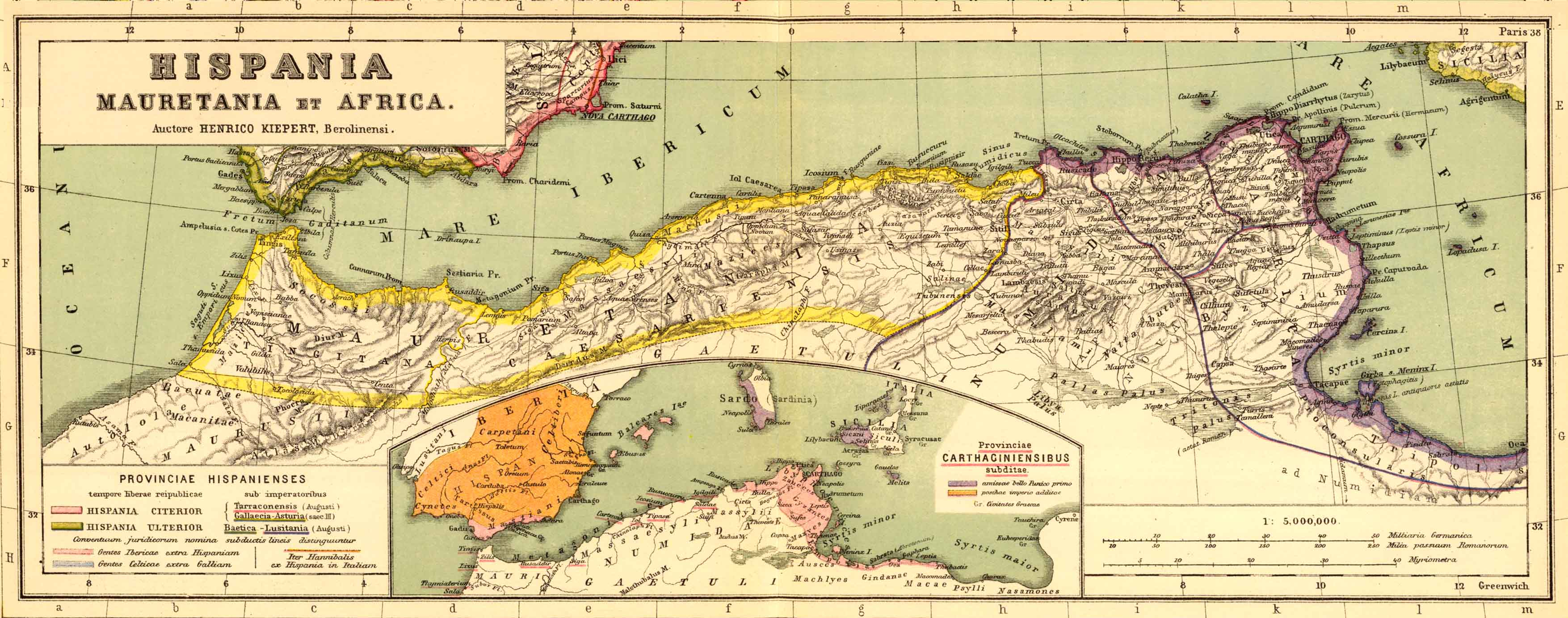
مملكة موريطنية على اليسار باللون الأصفر ونوميديا على اليمين

تأسست الممالك الأمازيغية في نوميديا و موريطانيا في شمال أفريقيا وقد مر تاريخها بعدة مراحل وهي:
- سنة 202ق.م تكونت مملكة نوميديا على يد ماسنسا.
- سنة 108ق.م تكونت مملكة موريطانيا على يدي بوخوس القديم.
- توحد نوميديا وموريطانيا على يدي جوبا الثاني سنة 25ق.م.
- سنة 40م تعرض المغرب للاحتلال الروماني.

شمال أفريقيا تحت الحكم الروماني

### أساس القبيلة في المغرب
((إن أساس القبيلة المغربية الأول هو الأسر المؤلفة من الأب و الأم وأبنائهما، ثم تليها العائلة وهي الأسرة الممتدة التي قد تفيد أيضاً شكلاً سكنيا معينا، إلى جانب العظم والفرقة أو الفخذة والقبيلة وصولا إلى الحلف أو اللف...)). اللف: الاتحاد هنا يعني اتحاد القبائل. الفخذة: جزء من القبيلة. الحلف: الاتحاد.

## انتقال الأمزيغ من النظام القبلي إلى تأسيس ممالك
كان المجتمع الأمازيغي مكونا في الأساس من قبائل، وكل قبيلة تتكون من عدة أسر أو عائلات ممتدة أو فخذة، وقد تتوحد القبائل لتكوين حلف أو لف وعندما تتوحد القبائل تساعد على تكوين الممالك ذلك ماأذا إلى تكوين مملكتي نوميديا وموريطانيا ومن أشهر الملولك الأمازيغ ماسنسا الذي وسع حدود مملكته نوميديا إصتصلح أراضيها، أمايوغرطة فقد اشتهر كقائد عسكري.

## ظهور المقاومة ضد الاحتلال الروماني
((لما لم يوفق الملوك في إيقاف الزحف الاستعماري الروماني...أخذت ظاهرة المقاومة الشعبية تبرز للوجود...أخذت إذاك القبائل تحارب الرومان بصورة تلقائية. ففي الحقبة الممتدة من سنة 34ق.م إلى سنة 19ق.م دارت رحى الحرب بين الطرفين خمس مرات...فخرج من صفوف المقاومين زعماء وقادت حرب خلد التاريخ أسمائهم أمثال تاكفاريناس...وأديمون)).

## أسباب مقاومة الأمازيغ للرومان
من الأسباب التي دفعت الأمازيغ إلى مقاومة الرومان نجد الإستغلال الذي فرض عليهم والذي يثمثل في السيطرة على أجود الأراضي الفلاحية، وفرض السخرة على السكان، استعمال القوة في إخضاعهم، وقد تزعم هذه المقاومة عدة أشخاص مثل تتاكفاريناس وأيديمون ودونات، وكانت رغبة الأمازيغ هي طرد الرومان من البلاد.

### نتائج الإحتلال الروماني
تمكن الرومان من وضع نهاية للممالك الأمازيغية بالمغرب القديم إلا أن المقاومة الأمازيغية استطاعت إضعاف الوجود الروماني ثم إخراجهم من البلاد.

## ثورة دوناتوس
استتب لقسطنطين الأمر عام 312 ميلادية وبادر عندئذ بإعلان المسيحية ديانة رسمية للدولة، إذ كان المسيحيون أعوانه وأنصاره. ثم نقل كرسي مملكته إلى بيزنطة ودعاها القسطنطنية...فلما أصبح الرومانيون يعتنقونها طفق البربر يفتشون عن وسيلة أخرى ووجدوا أن هذه الوسيلة هي إيجاد خلاف في الدين فعندما مات أسقف المغرب المدعو مانسوريوس وقع الخلاف في تسمية خليفته...وكان زعيم المعارضين راهب قرية بربرية يدعى دونات، وتألف عندئد جند من أشد الدوناتيين تعصبا وأخذوا يجوبون أطراف البلاد بدعوى ضم جميع المسيحيين إليهم، وكانوا يقولون بأنهم يريدون أن يقروا مبدأ المساواة التامة في الرزق بين الناس وأنهم لا يعترفون بأية سلطة.

## فشل الرومان في محو الشخصية الأمازيغية
حافظ البربر على عاداتهم...ولم يتخلوا لا عن لهجاتهم ولا آلهتهم ولاطقوسهم الجنائزية...كان هؤلاء الرعاة الجائعون ينظرون بعين راغبة إلى أراضي السهول الخصبة، ولو لم تكن الحراسة مشددة على التخوم الجبلية لنزلوا من الأعالي واستباحوا خيرات الفلاحين المستقرين لكن الفيالق الإضافية والكتيبة الثالثة كانت تشدد الحراسة...ثم جاء وقت تصدع فيه الجهاز الروماني وحينئذ ظهر للعيان أن التأثير الروماني لم يتجاوز المظهر وأن انتشاره كان محدودا؛ فالبربر حتى المتأتيرون منهم بالرومان...كل أملهم أن يزحزحوا عنهم وصاية السيد المستبد، فقد أشعل سكان الجبال طبعاً نار الحرب وتبلورت حولهم مقاومة مسلحة كادت في وقت من تعم أفريقيا كلها في وقت من الأوقات.